# Spilogona pruinella
Spilogona pruinella este o specie de muște din genul Spilogona, familia Muscidae. A fost descrisă pentru prima dată de Huckett în anul 1932. Conform Catalogue of Life specia Spilogona pruinella nu are subspecii cunoscute.